# Janis Dowd
Janis Lynn Dowd (* 10. März 1958 in Gary, Indiana als Janis Lynn Hape; † 7. März 2021 in Charlotte, North Carolina) war eine US-amerikanische Schwimmerin.

## Biografie
Janis Hape nahm bereits im Alter von 18 Jahren an den Olympischen Sommerspielen 1976 teil. Im Wettkampf über 200 Meter Brust belegte sie im Endklassement den 25. Rang. Später besuchte sie die University of North Carolina at Chapel Hill und schwamm für das dortige Collegeteam in der National Collegiate Athletic Association und machte 1980 ihren Abschluss. Kurz vor ihrem 30. Lebensjahr wurde bei einem Gesundheitscheck ein Hodgkin-Lymphom diagnostiziert. Dank einer Chemotherapie überlebte die Schwimmerin. Hape heiratete später und hatte drei Kinder. Sie war 11 Jahre lang als Übungsleiterin tätig. Hape, die in der Vergangenheit zum zweiten Mal eine Tumorerkrankung erlitt, starb im Alter von 62 Jahren an Herzversagen.